# Sarvaš
Sarvaš – wieś w Chorwacji, w żupanii osijecko-barańskiej, w mieście Osijek. W 2011 roku liczyła 1884 mieszkańców.